# Dante Testa
Dante Testa (24 de agosto de 1861 – 3 de marzo de 1923) fue un actor y director teatral y cinematográfico italiano activo en la época del cine mudo. 

## Biografía
Nacido en Turín, Italia, fue uno de los mayores exponentes del teatro en  idioma piamontés desde finales del siglo XIX a los inicios de XX. Su debut teatral tuvo lugar en la Compañía de Teodoro y Gemma Cuniberti.
Actor genérico, fue también director teatral, y en la década de 1890 formó una compañía teatral con Tancredi Milone, y en 1912 otra más con Federico Bonelli, la Compagnia Testa-Bonelli, asumiendo ese año la dirección del Teatro Rossini de Turín. Finalmente fundó una compañía propia bajo el nombre de Compagnia d'operetta Dante Testa.
A lo largo de su carrera teatral Testa y su compañía fueron intérpretes de obras escritas por los principales dramaturgos piamonteses de la época, entre ellos Federico Garelli, Mario Leoni, Nino Oxilia, Sandro Camasio y otros muchos.
En 1910 fue contratado por la productora cinematográfica Itala Film, trabajando ese mismo año en el film Sacrificata!. De entre sus actuaciones cinematográficas con el estudio destaca la llevada a cabo en Cabiria (1914), y también para Itala dirigió los filmes Padre (1912) y Lo scomparso (1913). Posteriormente trabajó para otras productoras como Polidor Film y l'Ambrosio Film.
Dante Testa fue el padre de los intérpretes Adriana Testa y Eugenio Testa. Testa falleció en Turín en 1923.

## Selección de su filmografía

### Como actor
- Sacrificata!, dirigida por Oreste Mentasti (1910)
- Mammina, dirigida por Oreste Mentasti (1911)
- L'attrice burlona, dirigida por Mario Morais (1912)
- Ho l'onore di chiedere la mano di vostra figlia, dirigida por Mario Morais (1912)
- Cabiria, dirigida por Giovanni Pastrone (1914)
- Le lattivendole, dirigida por Ernesto Vaser (1914)
- La rivincita, dirigida por Eugenio Testa (1914)
- La complice, dirigida por Eugenio Testa (1915)
- Il grande veleno, dirigida por Eugenio Testa (1915)
- Battaglie della vita, dirigida por Oreste Mentasti (1917)
- Il segreto del vecchio Giosuè, dirigida por Eugenio Testa (1918)
- Fracassa e l'altro, dirigida por Eugenio Testa (1919) -
- L'avventura di Fracassa, dirigida por Eugenio Testa (1919)
- Il re delle banane, dirigida por Ferdinand Guillaume (1920)
- Terra, dirigida por Eugenio Testa (1920)

### Como director
- Padre (1912) – codirigida con Gino Zaccaria. También interpretada
- Lo scomparso (1913) – Dirección e interpretación